# 19.30
19.30 (stylisé « i9:30 », aussi appelé Wydarzenia 19.30) est un journal télévisé polonais diffusé chaque jour en direct à 19 h 30 sur TVP 1, TVP Polonia, TVP Info et TVP Wilno. Il succède à Wiadomości (pl) le 21 décembre 2023.

## Histoire
Le 19 décembre 2023, le Sejm a adopté une résolution sur le rétablissement de l'ordre juridique, de l'impartialité et de l'intégrité des médias publics. Il y a eu 244 députés pour, 84 contre et 16 abstentions. Le même jour, le ministre de la culture et du patrimoine national, Bartłomiej Sienkiewicz, a nommé de nouveaux conseils de surveillance pour la télévision polonaise, la radio polonaise et l'agence de presse polonaise, qui ont nommé de nouveaux conseils d'administration pour les sociétés.
Le 20 décembre 2023, après 11 h 18, la chaîne TVP Info cesse d'émettre et le signal de TVP 3 est remplacé par celui de TVP 2. L'ancienne équipe de TVP Info a d'abord tenté de diffuser en direct sur les comptes Facebook et YouTube de TVP, mais ces derniers ont été désactivés.
Certains avocats soulignent que ces actions du ministre de la culture étaient possibles sur la base du code des sociétés commerciales, étant donné qu'il n'existe pas d'organe juridique pouvant représenter le Trésor public en tant qu'actionnaire majoritaire de TVP. Les dispositions relatives au Conseil national des médias (pl) ont été déclarées inconstitutionnelles par la Cour constitutionnelle, ce qui signifie que ni ce Conseil ni le Conseil national de la radiodiffusion (pl) ne pouvaient représenter les actionnaires de la TVP.
Le 20 décembre à 19 h 30, au lieu d'une nouvelle édition de Wiadomości, TVP 1 a diffusé une déclaration de Marek Czyż :

« Bonjour à tous. Comme vous l'avez certainement remarqué, il y a eu quelques changements, vous êtes donc en droit d'attendre une explication. Permettez-moi donc de m'expliquer. Tout citoyen polonais qui finance le fonctionnement de la télévision publique n'a aucune obligation d'écouter la propagande de qui que ce soit. Tout citoyen polonais qui finance les médias publics a le droit d'exiger d'eux des informations fiables, professionnelles et honnêtes. C'est pourquoi je vous propose, je pense, un marché équitable : à partir de demain, les journaux télévisés vous présenteront une photographie du monde et de la journée, avec tout ce qu'elle apporte. Une photographie, pas une peinture, car ce n'est pas la même chose. Le tableau qui se trouve dans ces studios a été peint pendant huit ans avec des couleurs soigneusement sélectionnées. Et je vous assure que cela touche à sa fin. Au lieu d'une soupe de propagande, nous voulons vous offrir de l'eau pure. Non pas parce qu'elle est noble, mais parce qu'elle ne contient pas d'arômes gênants. Et je vous promets que cela commence maintenant. Il n'y aura pas de nouvelles aujourd'hui, mais demain, nous vous présenterons un programme d'information de la Télévision Polonaise, sans fautes à 19 h 30. Je m'appelle Marek Czyż, vous êtes cordialement invités. »

— Marek Czyż
Le 21 décembre, comme annoncé, la première édition du programme a été diffusée.

## Présentateurs
- Marek Czyż (depuis le 21 décembre 2023)
- Joanna Dunikowska-Paź (depuis le 23 décembre 2023)
- Zbigniew Łuczyński (depuis le 30 décembre 2023)[5]
- Monika Sawka (depuis le 2 février 2024)

## Réception
La première édition de l'émission a été diffusée le 21 décembre 2023 et a été suivie en moyenne par plus de 4 millions de téléspectateurs,,, tandis que l'audience moyenne des six premières éditions a été de 2,74 millions.